# 武田康廣
武田 康廣（たけだ やすひろ、1957年9月12日 - ）は、株式会社GAINAX WEST代表取締役、株式会社GAINAX京都代表取締役、株式会社福島ガイナックス取締役、京都情報大学院大学教授で、元・株式会社ガイナックス取締役、日本SF作家クラブ会員。妻は、SF・ファンタジー作家の菅浩江。

## 来歴
大阪府泉北郡忠岡町出身。1976年、清風高等学校から近畿大学理工学部原子炉工学科に入学。在学中はSF研究会に所属しており、当時からSFファンダムに積極的に関わっていた。
1978年にSFイベントで知り合った岡田斗司夫とともに同人活動を開始し、日本SF大会に参加してトーク企画を行い、「関西芸人」と呼ばれ人気を呼ぶ。また、活字SF中心であった当時のSF大会の風潮に不満を抱き、アニメ・特撮などにも目配りした日本SF大会、DAICON（ダイコン）3・4を1981年および1983年に主催する。DAICONオープニングアニメ製作から自主製作映画グループ「ダイコンフィルム」を創設した。
これらの活動の間に留年を重ねて1981年10月に近畿大学は中退。岡田とともに、SFショップでありガレージキットショップでもある「ゼネラルプロダクツ」（ゼネプロ）を1982年に設立。ゼネプロ時代には引き続き、日本SF大会DAICON4の事実上の主催者の一員を務めて、ダイコンフィルムで自主製作映画の制作をするとともに、ガレージキットの販売や即売会であるワンダーフェスティバルの開催を行う。
1982年のアニメ『伝説巨神イデオン』の劇場版公開の際には宣伝スタッフになり、岡田と2人で「双子の悪魔」としてテレビ番組やイベントに出演した。
1982年から1988年まで制作された『快傑のーてんき』では主役を演じた。また、1983年に製作された『帰ってきたウルトラマン マットアロー1号発進命令』ではMATのイブキ隊長を演じた。
1984年のガイナックス設立当時から取締役を務め、設立メンバーで2008年現在も取締役なのは武田のみという中心メンバーの一人である。ガイナックスの会社登記と同時にそれまで岡田斗司夫の実家である岡田刺繍の一部門だったゼネプロも独立して株式会社化され、武田は社長に就任した。
1987年に上京して、東京で活動していたガイナックスに合流。社長を務めていたゼネラルプロダクツも拠点を移して1992年まで活動を続け、従来のグッズやガレージキットの販売に加えてマンガ雑誌『サイバーコミック』の編集も行っていた。
ガイナックスの経営が悪化すると、経営幹部によるガイナックスの名前を冠した資本関係のない地方企業の設立が相次いだ。赤井孝美の「米子ガイナックス」、浅尾芳宣の「福島ガイナックス」、代表者非公開の「ガイナックス新潟」、そして武田による「GAINAX WEST（神戸）」と「GAINAX京都」である。
また、1985年の第24回日本SF大会GATACON sp 夏祭りで日本SFファングループ連合会議の議長に立候補して当選。以後、2001年まで16年の間、同職を務めた。
1988年には本来の主催予定者がギブアップした尻拭いで、SF作家野田昌宏ファンクラブの「宇宙軍」とともに第27回日本SF大会MiG-CONを主催し、計3回の日本SF大会主催者となっている。1995年、SFファン活動における功績により柴野拓美賞を受賞。2001年、千葉市で開催された第40回日本SF大会（未来国際会議：SF2001）で実行委員長をつとめた。
また、2003年から2005年まで日本SF作家クラブ事務局長をつとめた。

## 協力
- 天元突破グレンラガン（第16話　総集片）マジック字の書くシーン。[3]
- 社業の傍ら『ラジオアベノ橋魔法☆商店街』、『ラヂオ天元突破グレンラガン』にのーてんき武田という名前で出演していた。現在は『ガイナックス電波』に出演中。

## 関連作品
- アオイホノオ - 1980年代前半のDAICON FILMの活動を描いており、武田も登場する。2014年にドラマ化された際はぎたろーが武田を演じた。